# カルボーン

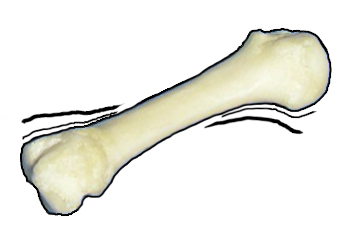
カルボーンの大まかな形状（イメージ）

カルボーンは、かつてワーナー・ランバートが"ADAMS"ブランドで生産していた日本の菓子。カルシウムが豊富に含まれている点を売りとした骨型の菓子で、1986年9月に1箱100円で販売開始された。
この菓子は、横の長さがおよそ2cmであり、両端には隆起を持つ、いわゆるマンガ肉の骨の部分のような形状であった。当初はスイートミント味とイチゴミルク味の2種類が販売され、後にコーヒー牛乳味が追加されたことで計3種類の味が存在していた。またパッケージには、雲に見立てられて空に浮かぶカルボーンの上に、少年と少女が座っている絵が描かれており、その上に『カルシウムたっぷり』と書かれていた。1992年に販売終了となって以降、販売は行われていない。
なお、生産元のワーナー・ランバートは2000年にファイザーに買収されたのち、"ADAMS"ブランドの販売権は2002年にキャドバリージャパンへと譲渡されている。